# Oberwölz Umgebung
Oberwölz Umgebung est une ancienne commune autrichienne du district de Murau en Styrie.
Depuis le premier janvier 2015 elle fait partie de la municipalité nouvelle  d'Oberwölz.